# حومه (فیلم)
حومه (روسی: Окраина) فیلمی در ژانر درام به کارگردانی بوریس بارنت است که در سال ۱۹۳۳ منتشر شد. از بازیگران آن می‌توان به نیکولای بوگولیوبوف اشاره کرد.